# Patrick Malrieu
Pour les articles homonymes, voir Malrieu.
Patrick Malrieu, né à Saint-Denis-Hors (Indre-et-Loire) le 31 mars 1945 et mort le 9 janvier 2019 à Landévennec (Finistère),,, est un cadre de la filière graphique et un spécialiste français de la musique traditionnelle bretonne. 
Il a fondé en 1972, Dastum, le plus important centre de collecte et de conservation des œuvres de tradition orale de Bretagne, et l'a présidé pendant 23 ans,.

## Biographie

### Origines
Patrick Vincent Roger Marie Malrieu naît le 31 mars 1945 de Jacques Malrieu et de Jacqueline Chanteau, à Saint-Denis-Hors, commune depuis rattachée à Amboise en Indre-et-Loire,,,

### Carrière professionnelle
Après des études secondaires à Paris, Patrick Malrieu a intégré l’École Estienne à Paris et, après son service militaire, est entré à l’imprimerie Brodard et Taupin à La Flèche, puis a travaillé 10 ans comme directeur technique à l’Imprimerie de Châtelaudren, à  Châtelaudren. 
Après un passage d'un an  à l’imprimerie Oberthur à Rennes, il est entré, en 1983,  au quotidien Ouest-France, comme responsable de l’impression des hebdomadaires du groupe (société Publihebdos),.  Il est ensuite devenu président de l'imprimerie Auger-Mauger (raison sociale : IMPRAM), à Lannion, et, simultanément, de l'hebdomadaire d'informations générales "Le Trégor", de 1999 à 2004.

### Activités dans laculture bretonne
Enfant, Patrick Malrieu est membre de différents cercles celtiques parisiens et commence très tôt l'apprentissage de la cornemuse. Il fréquente le foyer culturel breton parisien, Ker Vreizh, y apprend le breton et se passionne pour la musique traditionnelle bretonne.
Dès 1967, il commence à  collecter des chants traditionnels en breton et crée, en 1972, l’association Dastum ("recueillir" en breton) pour mieux organiser la collecte et la conservation (plus de 70 000 chansons collectées, plus de 1 000 photos de sonneurs de biniou et de bombarde). L'action de Dastum s'étend ensuite aux contes bretons et au patrimoine oral en gallo. Il préside l'association pendant 23 ans.
En janvier 1987, à Saint-Malo, il participe au "stage" intitulé Musiques traditionnelles et pratiques scientifiques, organisé par la Mission du Patrimoine Ethnologique du ministère de la Culture, qui marquera un tournant dans la reconnaissance de la musique bretonne.
En 1998, il soutient à l’université Rennes 2 une importante thèse de doctorat sur la chanson populaire bretonne.
De 2003 à 2009, il est président du Conseil culturel de Bretagne,. En 2009, il est alors président de cette association lors du rapprochement avec conseil régional de Bretagne, qui lui donne instance officielle, pouvant conseiller les élus en ce qui concerne la politique culturelle Bretonne.
Depuis avril 2011 et jusqu'à son décès, il est président de l'Institut culturel de Bretagne. Il a recommandé à l'assemblée générale du 1er octobre 2011 de le maintenir, bien que le retrait des financements de la Région Bretagne aboutisse à la suppression de tous les postes salariés,.
En 1999, il est décoré de l'ordre de l'Hermine décerné par l'Institut culturel de Bretagne pour son action en faveur de la promotion de la culture bretonne,.
Il reçoit In Memoriam un Coup de Cœur Musiques du Monde 2019 de l’Académie Charles Cros le mercredi 20 mars 2019 à Portes-lès-Valence, dans le cadre du Festival « Aah ! Les Déferlantes ! ».

## Œuvres
- Qui veut faire l’ange fait la bête : De la « gwerz » bretonne de Yann Girin à la légende hagiographique et au mythe, université de Rennes 2, Centre de recherches bretonnes et celtiques, Tir, 2010
- La chanson populaire de tradition orale en langue bretonne : contribution à l’établissement d’un catalogue, université Rennes 2 Haute Bretagne, 1998
- Histoire de la chanson populaire bretonne, Dastum-Skol, 1983.

En collaboration : 
- Matilin an Dall : naissance d’un mythe, Les Amis de Bernard de Parades, 2003
- Dictionnaire du patrimoine breton, dir. Alain Croix, Jean-Yves Veillard, Éditions Apogée, 2000
- La Bretagne, dir. Yann Brekilien, Les Éditions d’Organisation, 1982
- Kan.bzh, création en 2016 d'un site internet consacré à la chanson populaire en Bretagne, avec Didier Bécam et Nolwenn Morvan[24]